# Michael Dewar
Michael James Steuart Dewar  (* 24. September 1918 in Ahmednagar; † 10. Oktober 1997 in Gainesville (Florida)) war ein Chemiker.

## Leben
Seine Eltern stammten aus Schottland. Sein Vater arbeitete für die Kolonialregierung Britisch-Indiens.
In Oxford machte er den Bachelor- und Ph.D.-Abschluss am Balliol College. 1951 nahm er die Lehrtätigkeit im Fach Chemie auf am Queen Mary, University of London. 1959 ging er an die University of Chicago. Ab 1963 forschte er an der University of Texas at Austin. 1989 wechselte er an die University of Florida und wurde dort 5 Jahre später emeritiert.
Er heiratete 1944 Mary Williamson, mit der er zwei Söhne hatte, darunter Robert Dewar. Er überlebte seine Frau, die 1994 an Bronchialkarzinom verstarb, um wenige Jahre.

## Werk
1945 ermittelte er die Struktur von Stipitatsäure. Diese gehört zu der damals neuen Stoffgruppe der Tropolone, deren Name er prägte. Mit einer Reihe weiterer Arbeiten trug er wesentlich zu Fortschritten der theoretischen Chemie bei. Er steuerte zahlreiche Beiträge zu Rechenmodellen in der Quantenchemie bei. 

## Ehrungen
Er erhielt zahlreiche Auszeichnungen, u. a. wurde er mit der Mitgliedschaft in der Royal Society, der American Academy of Arts and Sciences (1966) und der National Academy of Sciences (1983) geehrt. 1982 erhielt er die Davy Medal, 1989 den Tetrahedron-Preis und 1974 den Robert Robinson Award.

## Schriften
- Electronic Theory of Organic Chemistry. Clarendon Press, Oxford 1949.
- Introduction to Modern Chemistry. Oxford University Press, 1965.
- Molecular Orbitals. Springer Verlag, 1971.
- Hyperconjugation. Ronald Press, New York 1962.
- mit Ralph C. Dougherty: PMO Theory of Organic Chemistry. Plenum, New York 1975.
- A semiempirical Life. American Chemical Society, Washington D. C. 1992.
- Molecular Orbital Theory of Organic Chemistry. McGraw Hill, 1969.